# Daniel et le Lion
Daniel et le Lion est une sculpture réalisée par Gian Lorenzo Bernini, dit Le Bernin, entre 1655 et 1657. Située dans une niche de la chapelle Chigi dans l'église de Santa Maria del Popolo à Rome, la statue représente le prophète Daniel dans la fosse aux lions.    

## Histoire

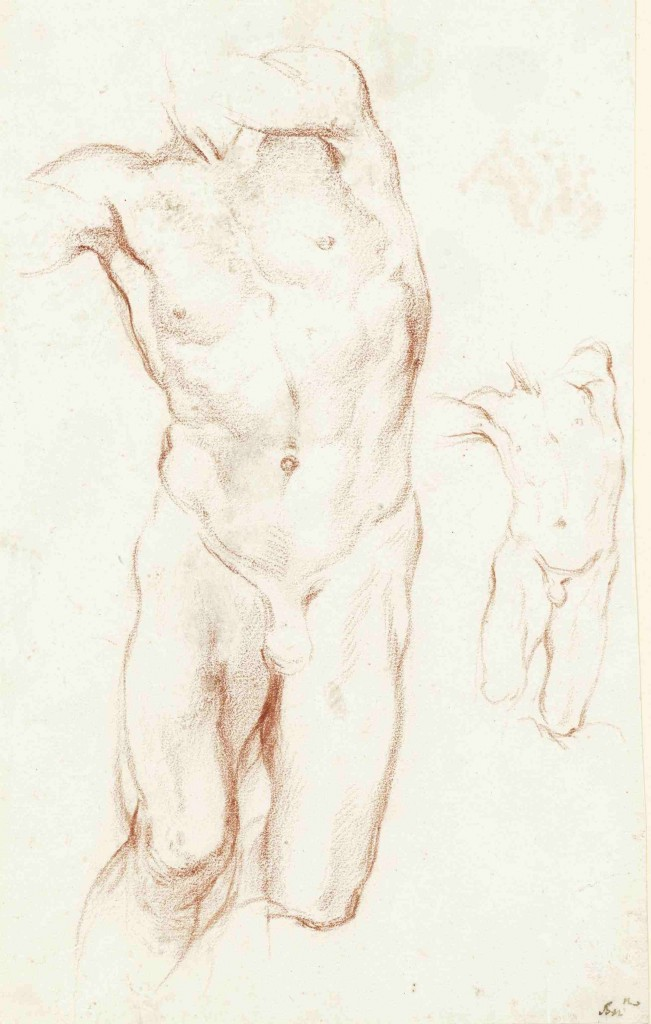
Etudes pour la statue à Leipzig

Gian Lorenzo Bernini entame la réalisation de l'œuvre dans la chapelle vers 1652 pour le compte de Fabio Chigi, alors cardinal-prêtre de la basilique, qui sera en 1655 élu pape, avec comme nom Alexandre VII. Cette élection donne un nouvel élan à la reconstruction de la chapelle funéraire. À l'époque, les deux niches situées aux côtés du maître-autel demeuraient vides, tandis que les deux autres, situées à gauche et à droite de l' entrée principale disposaient des statues réalisées par Lorenzetto, sculptées d'après les dessins de Raphaël, « Jonas et la baleine » et « Élie ».   

## Description
La sculpture fait montre de l'allongement caractéristique des corps, typique du style dit tardif du sculpteur. Le prophète est à genoux, un lion apprivoisé lui lèche le pied droit. Priant avec ferveur, Daniel tend la main vers la droite depuis la niche tandis que sa tête et tournée vers la figure de Dieu le père, représenté sur la mosaïque du dôme. La draperie coule en plis anguleux depuis les épaules et à travers sa longe.   